# Otofuke
Otofuke (jap. 音更町 Otofuke-chō) – miasto w Japonii, w prefekturze Hokkaido, w podprefekturze Tokachi. Według danych na rok 2020 miejscowość zamieszkiwało 43 576 mieszkańców , a gęstość zaludnienia wyniosła 93,5 os./km².